# Thymichthys
Thymichthys är ett släkte av fiskar. Thymichthys ingår i familjen Brachionichthyidae.
Kladogram enligt Catalogue of Life:
| Thymichthys | \| \| Thymichthys politus \| \| \| \| \| \| Thymichthys verrucosus \| \| \| \| |
|             | \| \| Thymichthys politus \| \| \| \| \| \| Thymichthys verrucosus \| \| \| \| |
|             | Brachionichthys                                                                |
|             |                                                                                |
|             | Brachiopsilus                                                                  |
|             |                                                                                |
|             | Pezichthys                                                                     |
|             |                                                                                |
|             | Sympterichthys                                                                 |
|             |                                                                                |
|             | Thymichthys politus                                                            |
|             |                                                                                |
|             | Thymichthys verrucosus                                                         |
|             |                                                                                |

|  | Thymichthys politus    |
|  |                        |
|  | Thymichthys verrucosus |
|  |                        |